# Усатый древесный стриж
Усатый древесный стриж, или усатый стриж (лат. Hemiprocne mystacea), — вид птиц семейства древесных стрижей. Птица средних размеров со слабо выраженным хохлом на голове, но длинными ярко-белыми усами и бровями. Оперение серо-голубое, более бледное снизу. У самцов кроющие перья уха тёмно-красные, у самок — чёрно-зелёные. Хвост вильчатый. Усатый древесный стриж обитает на острове Новая Гвинея, Молуккских островах, архипелаге Бисмарка и Соломоновых островах, предпочитает кроны деревьев, выступающих над пологом леса. Питается летающими насекомыми. Строит маленькие гнёзда на тонких ветках, откладывает одно яйцо.
Усатый древесный стриж был впервые описан французскими натуралистами Рене Примевэром Лессоном и Проспером Гарно в 1827 году. На данный момент известно шесть подвидов.

## Описание
Изящная птица средних размеров, длиной тела 28—31 см (по другим данным, до 33 см). Хохол выражен слабо. Самцы усатого стрижа имеют длинные ярко-белые усы и брови, заметно контрастирующие с блестящей чёрной полосой от щеки вдоль челюсти и по сторонам шеи, кроющие перья уха тёмно-красные. Оперение птиц сверху серо-голубое, снизу более бледное (или светло-бурое), живот и подхвостье белые. Самки почти не отличаются оперением от самцов, но кроющие перья уха окрашены в чёрно-зелёный цвет. У молодых особей оперение головы и тела пёстрое, с зонами чёрного, рыжего, тёмно-жёлтого или белого цветов, при этом сверху птицы в основном чёрные, лоб, скулы и бока головы кремово-рыжие. Кроме того, у молодых птиц длина хвоста составляет до 85 % от длины крыла. К своей первой зиме молодь приобретает взрослое нательное оперение, но сохраняет юношеское оперение хвоста и крыльев. Линька взрослых птиц отличается от других представителей подотряда стрижи (Apodes): она начинается с двух центров и распространяется к внешнему краю и к туловищу независимо. Такой механизм позволяет птицам быстрее закончить процесс линьки, а также сохраняет большое количество достаточно свежих перьев, необходимых для полёта.
Усатый стриж является самым крупным представителем рода древесных стрижей. Размеры птиц сильно варьируют у различных подвидов, при этом особи номинативного подвида в целом крупнее остальных, а H. m. carbonaria — меньше. Длина крыла у птиц номинативного подвида составляет 221—237 мм, H. m. confirmata — 208—236 мм, H. m. aeroplanes — 209—230 мм, H. m. macrura — 216—226 мм, H. m. woodfordiana — 195—217 мм. При этом H. m. macrura обладает наиболее длинным хвостом — 188—203 мм против 164—197 мм у номинативного подвида. Кроме того, есть небольшие различия в расцветке: у H. m. aeroplanes и H. m. macrura более светлое оперение снизу, но менее белое подхвостье, H. m. carbonaria обладает равномерно тёмным оперением, включая живот и подхвостье, H. m. woodfordiana также с тёмным оперением, но немного белым подхвостьем. Третичные маховые перья слегка окрашены белым. Расстояние между кончиками четвёртого и пятого (внешнего) рулевых перьев является самым большим среди представителей семейства и составляет 60 мм.
Масса птицы составляет 56—79 г. Сравнительный анализ отношения массы к размаху крыльев показал, что нагрузка на крыло у усатого древесного стрижа заметно меньше, чем у соизмеримых представителей рода колючехвостые стрижи (Hirundapus) или более крупных представителей рода обыкновенные стрижи (Apus). В результате усатые стрижи в полёте скорее скользят, чем машут крыльями.
Как и остальные стрижи, представители данного вида имеют широкий рот с уголками, уходящими далеко за линию глаз, лапы и короткий клюв чёрного или тёмно-фиолетового цвета. Глаза очень большие, тёмно-коричневые. Возможно, такой размер глаз связан с тем фактом, что птицы в основном питаются поздно вечером.
Усатый древесный стриж издаёт разнообразные звуковые сигналы как в полёте, так и сидя на ветке. Наиболее типичными позывками, по-видимому, являются пронзительные нисходящие «kiiee», «whiiee» или восходящие «owi-wi-wi-wi», слегка напоминающие крики хищных птиц, в частности ястребов (Accipiter), а также повторяющиеся «ki-ki-» или «cha-cha-cha-», напоминающие крачковых. Возможно, в Новой Британии были зафиксированы дополнительные позывки: резкий «peeu» на ветке и серия из четырёх скрипучих сигналов в полёте.

## Распространение
Усатый древесный стриж обитает на острове Новая Гвинея, Молуккских островах, архипелаге Бисмарка и Соломоновых островах. Общая площадь ареала составляет 3 420 000 км² и включает территории трёх стран — Индонезии, Папуа — Новой Гвинеи и Соломоновых островов. Усатый стриж обитает в кронах деревьев, выступающих над пологом леса, в мангровых зарослях и прибрежных лесах, на отдельно стоящих деревьях или на краю галерейного леса в саванне. Высота над уровнем моря сильно варьирует и в среднем составляет от нуля до 1580 метров, при этом птицы поднимаются на высоту 450 метров на острове Хальмахера, 700 метров — на острове Буру, 750 метров — на острове Серам, 1200 метров — на острове Новая Гвинея. Рекордные отметки, вероятно, были зафиксированы в горах Маоке и составляли 4400 метров.
Усатый стриж относится к видам, вызывающим наименьшие опасения. Нет информации об общей численности отдельных подвидов. Остров Новая Гвинея по-прежнему предоставляет ландшафты для обитания данного вида, однако на некоторых островах, особенно в регионе Уоллесия, ущерб лесу может сказаться на численности птиц. Традиционная охота на птиц в западной Новой Гвинее также может оказывать влияние на популяцию усатых стрижей.
Возможные миграции усатых древесных стрижей изучены слабо. Птицы в основном ведут оседлый образ жизни, но в некоторых местах могут осуществлять кочёвки. Перелёты на покрытые снегом горы Маоке в западной Новой Гвинее на высоту более 3000 метров остаются под вопросом.
Ареалы усатого древесного стрижа и блестящего клехо (Hemiprocne longipennis) разделены водной границей, проходящей к западу от Молуккских островов, птицы не делят территорию и с другими древесными стрижами.

## Питание
Усатый древесный стриж питается летающими насекомыми размером 6—18 мм, включая пчёл, муравьёв, полужесткокрылых, жесткокрылых, в частности представителей семейства настоящих щитников (Pentatomidae), при этом непонятно, как птицы справляются с их ядом и другой химической защитой.
Птицы в основном активны в сумерках или даже в темноте, реже в дневное время, в частности после дождя. Обычно кормятся в небольших стаях по 10—20 особей, но иногда размер стаи составляет сотни птиц и может достигать 2000 особей (как это было зафиксировано на западе Папуа — Новой Гвинеи). Птицы сидят на открытых ветках на краю леса, совершают длинные полёты за насекомыми, в основном над кронами деревьев, но иногда находят пищу прямо у поверхности земли, после чего возвращаются на облюбованные ветки. Птицы могут сидеть на проводах, если они проходят через их традиционные места обитания.

## Размножение
Сезон размножения усатого древесного стрижа сильно варьирует, в частности, около Порт-Морсби он приходится на середину или окончание сухого сезона, а в некоторых других регионах — на сезон дождей. В целом данный вид может откладывать яйца практически на протяжении всего года, исключение составляет март, в котором не было зафиксировано ни одного активного гнезда. Птицы спариваются на ветке. Вероятно, могут совершать вторую кладку в том же гнезде.
Миниатюрное плоское гнездо обычно строится на горизонтальной ветке высоко над землёй (до 12 метров), хотя в ряде случаев использовалась почти вертикальная поверхность. Строительство гнезда ведётся из перьев и растительных материалов, скреплённых слюной. Гнездо напоминает сучок на ветке, сидящая птица полностью прячет его под собой. Гнёзда расположены далеко друг от друга, в окрестностях гнезда птицы считаются территориальными.
Пара откладывает одно яйцо размером 29—33 × 20—21 мм. Яйцо расположено в гнезде строго вертикально и, вероятно, приклеено к нему слюной (без дополнительной фиксации оно бы не могло удержаться в таком открытом плоском гнезде). Высиживанием яйца занимаются оба родителя, при этом вторая птица сидит в непосредственной близости, но не касаясь наседки. Птенцы усатого стрижа имеют серую кожу и довольно плотно покрыты серым пухом. Выращиванием птенцов в основном занимаются самки. Общая продолжительность инкубационного периода и периода выхаживания птенцов превышает 60 дней.
В среднем самка способна откладывать яйца на протяжении 7,5 лет.

## Систематика

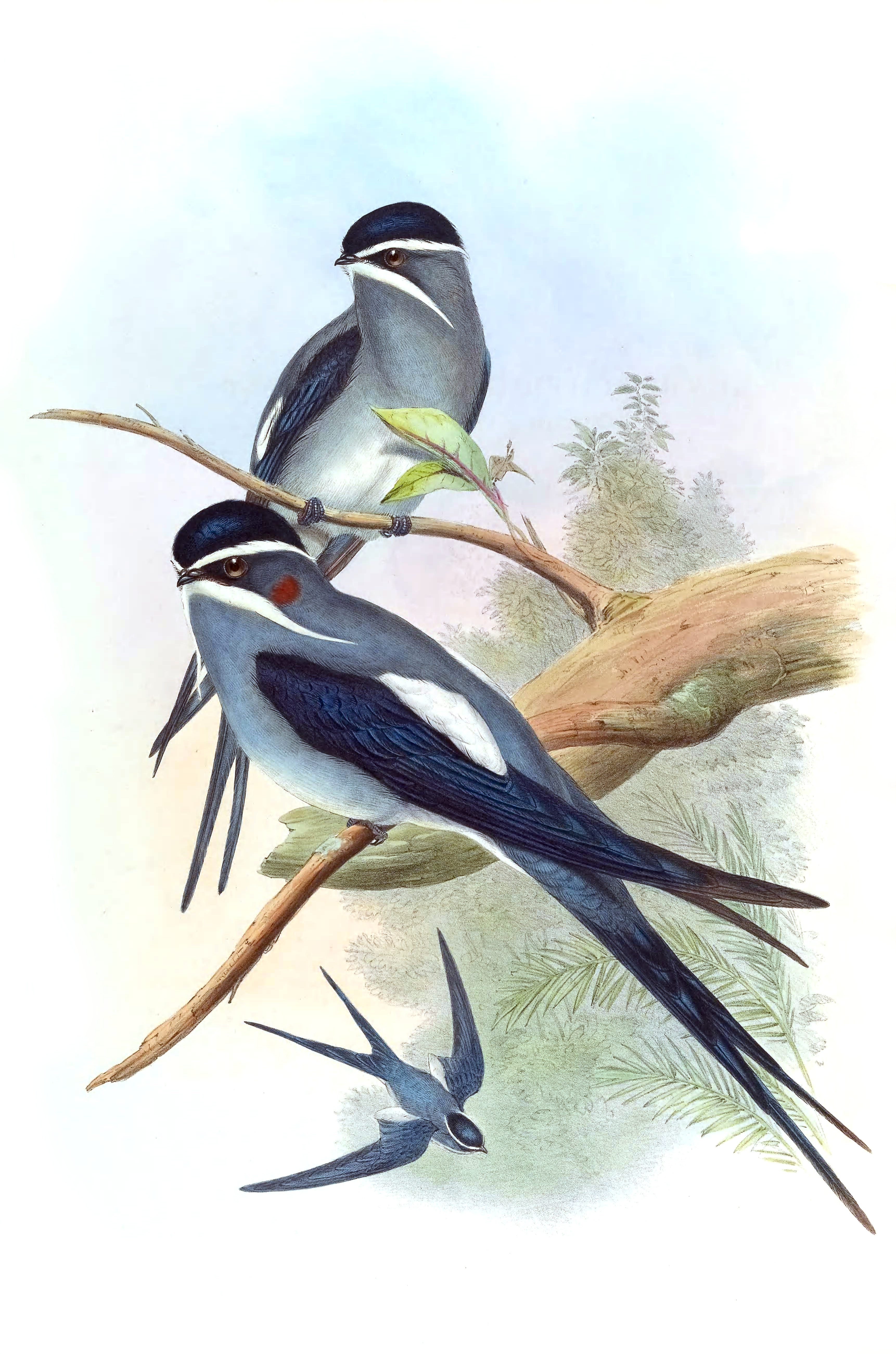
Dendrochelidon mystaceus

Усатый древесный стриж был впервые описан как Cypselus mystaceus Рене Примевэром Лессоном и Проспером Гарно в 1827 году на основе экземпляра из Маноквари. Некоторые источники приписывают открытие вида одному Лессону. В источниках XIX века, помимо названий Macropterix mystaceus (от греч. μακρος — «длинный», греч. πτερυξ — «крыло») и Dendrochelidon mystaceus (от греч. δενδρον — «дерево», греч. χελιδων — «ласточка»), использовалось также Apus mystaceus. Видовое название — mystacea (от лат. mystaceus — «усы»). Научное название рода — Hemiprocne (от греч. ἡμι- — «полу», лат. progne — «ласточка») — могло бы подойти всем стрижам.
Усатый стриж относится к роду древесных, или хохлатых стрижей, единственному в одноимённом семействе. В настоящее время различают шесть подвидов:
- Hemiprocne mystacea confirmata Stresemann, 1914 — Молуккские острова до островов Ару на востоке, за исключением островов Каи и Сула.
- Hemiprocne mystacea mystacea (Lesson, Garnot, 1827) — западная часть залива Папуа и остров Новая Гвинея, включая острова в заливе Чендравасих.
- Hemiprocne mystacea aeroplanes Stresemann, 1921 — острова Лонг-Айленд, Умбой, архипелаг Бисмарка, за исключением островов Адмиралтейства и островов Фени. Иногда этот подвид объединяется с номинативным.
- Hemiprocne mystacea macrura Salomonsen, 1983 — острова Адмиралтейства в северо-западной части архипелага Бисмарка.
- Hemiprocne mystacea woodfordiana (Hartert, 1896) — острова Фени на восточной части архипелага Бисмарка, большая часть Соломоновых островов, включая остров Бугенвиль.
- Hemiprocne mystacea carbonaria Salomonsen, 1983 — остров Сан-Кристобаль в юго-восточной части Соломоновых островов.